# 卡特 (蒙大拿州)
卡特（英語：Carter）是位於美國蒙大拿州舒托縣的普查規定居民點。

## 歷史
卡特的郵局自1910年營運至今。

## 人口
根據2020年美國人口普查的數據，卡特的面積為7.51平方千米，皆為陸地。當地共有人口65人，而人口密度為每平方千米8.66人。